# 김용일 (1937년)
김용일(金容一, 1937년 7월 30일~)은 대한민국의 정치인이다. 제36대 영등포구청장을 지냈다.

## 역대 선거 결과
|  | 44.2% |

|  | 36.69% |

|  | 47.58% |

## 논란

### 학력 허위기재
김용일은 제3회 전국동시지방선거 당시 학력을 허위기소한 혐의로 선거 이후 검찰에 기소되었다. 1심에서는 벌금 200만원이 선고되었으며 항소심에서도 벌금 100만원이 선고되었다. 이에 대해 대법원에 항고했으나 대법원이 상고 기각을 결정하면서 형이 확정되었다. 김용일은 이로인해 구청장직을 상실하게 되었다.